# Caprimulgus
Caprimulgus (Linnaeus, 1758) è un genere di uccelli della famiglia dei Caprimulgidi.

## Etimologia
Il nome generico Caprimulgus deriva dal latino capra ‘capra’ e mulgēre ‘mungere’, quindi ‘che munge la capra’, in riferimento a un'antica leggenda che voleva che la grande apertura buccale dei Caprimulgidi servisse loro per succhiare il latte dalle mammelle degli animali domestici.

## Tassonomia
Comprende le seguenti specie:
- Caprimulgus ruficollis Temminck, 1820
- Caprimulgus indicus Latham, 1790
- Caprimulgus jotaka Temminck & Schlegel, 1845
- Caprimulgus phalaena Hartlaub & Finsch, 1872
- Caprimulgus europaeus Linnaeus, 1758
- Caprimulgus fraenatus Salvadori, 1884
- Caprimulgus rufigena A.Smith, 1845
- Caprimulgus aegyptius M.H.K.Lichtenstein, 1823
- Caprimulgus mahrattensis Sykes, 1832
- Caprimulgus centralasicus Vaurie, 1960
- Caprimulgus nubicus M.H.K.Lichtenstein, 1823
- Caprimulgus eximius Temminck, 1826
- Caprimulgus atripennis Jerdon, 1845
- Caprimulgus macrurus Horsfield, 1821
- Caprimulgus meesi Sangster & Rozendaal, 2004
- Caprimulgus andamanicus Hume, 1873
- Caprimulgus manillensis Walden, 1875
- Caprimulgus celebensis Ogilvie-Grant, 1894
- Caprimulgus donaldsoni Sharpe, 1895
- Caprimulgus nigriscapularis Reichenow, 1893
- Caprimulgus pectoralis Cuvier, 1816
- Caprimulgus poliocephalus Rüppell, 1840
- Caprimulgus ruwenzorii Ogilvie-Grant, 1909
- Caprimulgus asiaticus Latham, 1790
- Caprimulgus madagascariensis Sganzin, 1840
- Caprimulgus natalensis A.Smith, 1845
- Caprimulgus solala Safford, Ash, Duckworth, Telfer & Zewdie, 1995
- Caprimulgus inornatus Heuglin, 1869
- Caprimulgus stellatus Blundell & Lovat, 1899
- Caprimulgus affinis Horsfield, 1821
- Caprimulgus tristigma Rüppell, 1840
- Caprimulgus concretus Bonaparte, 1850
- Caprimulgus pulchellus Salvadori, 1879
- Caprimulgus prigoginei Louette, 1990
- Caprimulgus batesi Sharpe, 1906
- Caprimulgus climacurus Vieillot, 1824
- Caprimulgus clarus Reichenow, 1892
- Caprimulgus fossii Hartlaub, 1857
- Caprimulgus longipennis Shaw, 1796
- Caprimulgus vexillarius (Gould, 1838)